# Campionat d'escacs de la ciutat de Moscou
El campionat d'escacs de Moscou és una competició d'escacs que se celebra a Moscou des de l'any 1900, per determinar el campió de la ciutat. Tot i que és un campionat local, és una prova històricament de gran rellevància en el món dels escacs, atesa la, tradicionalment, enorme força de joc dels participants. Prova d'això és el fet que quatre campions del món han guanyat aquest campionat: Aleksandr Alekhin, Vassili Smislov, Mikhaïl Botvínnik, i Tigran Petrossian, i també el candidat al títol mundial David Bronstein

## Quadre d'honor
| Any          | Campió                                                  |
| ------------ | ------------------------------------------------------- |
| 1900         | Vladimir Nenarokov                                      |
| 1901         | Alexey Goncharov & Raphael Falk                         |
| 1902         | V A Boyarkov                                            |
| 1908         | Vladimir Nenarokov                                      |
| 1909         | Alexey Goncharov                                        |
| 1911         | Ossip Bernstein                                         |
| 1913         | Peter Yurdansky                                         |
| 1919–20      | Aleksandr Alekhin                                       |
| 1920–1       | Josef Cukierman                                         |
| 1921–2[1]    | Nikolai Grigoriev                                       |
| 1922–3[2]    | Nikolai Grigoriev                                       |
| 1923(1) matx | Nikolai Grigoriev                                       |
| 1923(2) matx | Nikolai Grigoriev (ex æquo)                             |
| 1924 matx    | Vladimir Nenarokov                                      |
| 1924[3]      | Nikolai Grigoriev                                       |
| 1925         | Aleksandr Serguéiev                                     |
| 1926         | Abram Rabinovitx                                        |
| 1927         | Nicolai Zubarev                                         |
| 1928         | Borís Verlinski                                         |
| 1929[4]      | Vassili Panov                                           |
| 1929 matx    | Nikolai Grigoriev                                       |
| 1930[5]      | Nicolai Zubarev                                         |
| 1931         | Nikolai Riumin                                          |
| 1932         | Serguei Belàvenets, A Orlov & Peter Alexeyevich Lebedev |
| 1933–4       | Nikolai Riumin                                          |
| 1935         | Nikolai Riumin                                          |
| 1936         | Vladimir Alatortsev & Ilya Kan                          |
| 1937         | Vladimir Alatortsev & Serguei Belàvenets                |
| 1938         | Serguei Belàvenets & Vassili Smislov                    |
| 1939–40      | Andor Lilienthal                                        |
| 1941         | Aleksandr Kotov                                         |
| 1941–2       | Isaak Mazel                                             |
| 1942         | Vassili Smislov                                         |
| 1943–4       | Mikhaïl Botvínnik                                       |
| 1944–5       | Vassili Smislov                                         |
| 1946         | David Bronstein                                         |
| 1947         | Vladimir Simagin                                        |
| 1949         | Youri Averbakh                                          |
| 1950         | Youri Averbakh & Alexander Nikolayevich Chistyakov      |
| 1951         | Tigran Petrossian                                       |
| 1952         | Vladimir Zagorovsky                                     |
| 1953         | David Bronstein                                         |
| 1954         | Vladimir Alexandrovich Soloviev                         |
| 1955         | Evgeni Vasiukov                                         |
| 1956         | Tigran Petrossian & Vladimir Simagin                    |
| 1957         | David Bronstein                                         |
| 1958         | Evgeni Vasiukov                                         |
| 1959         | Vladimir Simagin                                        |
| 1960         | Evgeni Vasiukov                                         |
| 1961         | David Bronstein                                         |
| 1962         | Youri Averbakh & Evgeni Vasiukov                        |
| 1963         | Anatoly Avraamovich Bikhovsky                           |
| 1964         | Nikolai Ivanovich Bakulin                               |
| 1965         | Lev Aronin                                              |
| 1966         | Nikolai Ivanovich Bakulin                               |
| 1967         | Anatoly Pavlovich Volovich                              |
| 1968         | David Bronstein & Tigran Petrossian                     |
| 1969         | Ígor Zàitsev                                            |
| 1970         | Iuri Balashov                                           |
| 1971         | Anatoli Lein                                            |
| 1972         | Evgeni Vasiukov                                         |
| 1973         | Mark Dvoretsky                                          |
| 1974         | Borís Gulko                                             |
| 1975         | Karen Grigorian                                         |
| 1976         | Serguei Makarichev & Mikhail Tseitlin                   |
| 1977         | Mikhaïl Tseitlin                                        |
| 1978         | Evgeni Vasiukov                                         |
| 1979         | Karen Grigorian                                         |
| 1980         | Anatoli Mikhaïlovitx Kremenetski                        |
| 1981         | Valentin Mikhailovich Arbakov & Andreï Sokolov          |
| 1982         | David Bronstein & Nukhim Raixkovski                     |
| 1983         | Ievgueni Svéixnikov                                     |
| 1984         | Aleksei Vijmanavin                                      |
| 1985         | Serguei Gorelov                                         |
| 1986         | Aleksei Vijmanavin                                      |
| 1987         | Aleksandr Khalifman                                     |
| ?            | ?                                                       |
| 1994[6]      | Mitenkov, Alexey                                        |
| ?            | ?                                                       |
| 1996[7]      | Iuri Balashov                                           |
| 1997[8]      | Alexander Rustemov                                      |
| 1999[9]      | Ievgueni Naier                                          |
| ?            | ?                                                       |
| 2002         | Andrei Kharitónov[10]                                   |
| 2003         | Ievgueni Naier[11]                                      |
| 2004         | Vladímir Belov                                          |
| 2005         | Serguei Grigoriants                                     |
| 2006         | Aleksandr Riazàntsev[12]                                |
| 2007         | Vladímir Belov[13]                                      |
| 2008         | Borís Savtxenko                                         |
| 2009         | Evgeny Vorobiov[14]                                     |
| 2010         | Nikolai Chadaev[15]                                     |
| 2011         | Nikolai Chadaev[16]                                     |
| 2012         | Ivan Popov                                              |
| 2013         | Dmitry Gordievsky[17]                                   |
| 2014         | Vladimir Belous[18]                                     |
| 2015         | Yuri Eliseev[19]                                        |
| 2016         | Borís Savtxenko                                         |